# Comité international des jeux mathématiques
Pour les articles homonymes, voir CIJM.
 (juin 2016).
Si vous disposez d'ouvrages ou d'articles de référence ou si vous connaissez des sites web de qualité traitant du thème abordé ici, merci de compléter l'article en donnant les références utiles à sa vérifiabilité et en les liant à la section « Notes et références ».
Le Comité international des jeux mathématiques (CIJM) fédère des associations du monde entier qui organisent des compétitions de jeux mathématiques. Il organise et coordonne également des événements de diffusion de la culture mathématique, notamment le Salon de la culture et des jeux mathématiques tous les ans à Paris.

## Salon de la culture et des jeux mathématiques

Ancien logo.

L'événement phare du CIJM est le Salon Culture et Jeux mathématiques qui se déroule en général du jeudi au dimanche la dernière semaine du mois de mai. Le premier salon a lieu en mai 2000.
Le salon prend place sur la place Saint-Sulpice dans le 6e arrondissement de Paris[Quand ?]. En 2011, il se déroule à l'université Pierre-et-Marie-Curie, sur le site de Jussieu.
En 2018, le salon a lieu du jeudi 24 mai au dimanche 27 mai. Le thème est Maths et Mouvement. Le parrain de ce 19e salon est l'astrophysicien Jean-Philippe Uzan.
Chaque année, il y a environ 70 stands de jeux, d'animations et d'exposition. Plusieurs compétitions mathématiques ont lieu pendant le salon, c'est le cas entre autres de la coupe Euromath-Casio et du trophée Lewis-Carroll.

## Liste des membres
- Amis des jeux mathématiques
- Association algérienne de développement de l'enseignement mathématique et des technologies de l'information (AADEMTI)
- Association Hex&Co
- Association Kangourou
- MATh.en.JEANS
- Association nigérienne de jeux mathématiques
- Association Pierre de Fermat
- Association Plaisir maths
- Association québécoise des jeux mathématiques[1]
- Association Rallye mathématique transalpin
- Association Science ouverte
- Association tunisienne de sciences mathématiques (ATSM)
- Association ukrainienne des jeunes mathématiciens
- Fédération belge de jeux mathématiques
- Fédération française de jeux mathématiques (FFJM)
- Fédération italienne de jeux mathématiques
- Fédération suisse de jeux mathématiques
- H2M (Hot Milk Math)
- Jeux mathématiques à Bruxelles
- Les Maths en scène
- Ludimaths
- Mathématiques sans frontières
- Perpignan pour la culture mathématique (PPCM)
- Rallye et jeux mathématiques de l’IREM de Toulouse
- Rallye mathématique de Bombyx
- Rallye math d’Auvergne
- Rallye math de Haute-Normandie
- Rallye mathématique de La Réunion
- Rallye mathématique de La Sarthe
- Rallye mathématique de l'académie De Lyon (RMAL)
- Rallye mathématique de l’IREM 95
- Rallye mathématique de l’IREM Antilles et Guyane
- Rallye mathématique de l’IREM Paris/Nord
- Rallye mathématique de Loire Atlantique
- Rallye mathématique de Nouvelle-Calédonie (As2maths)
- Rallye mathématique de Poitou-Charentes
- Rallye mathématique de l’IREM de Lille
- Société belge des professeurs de mathématique francophones (SBPM)
- Société mathématique de Côte d'Ivoire (Miss Maths)
- Tournoi mathématique du Limousin